# Heilig Hartbeeld (Oud Gastel)
Het Heilig Hartbeeld is een standbeeld in de Nederlandse plaats Oud Gastel, in de provincie Noord-Brabant.

## Achtergrond
Het Heilig Hartbeeld was een geschenk van de parochianen aan pastoor Godefridus Antonius Damen O.C. (1865-1935), die in 1927 zijn zilveren priesterjubileum vierde. Beeldhouwer Kees Smout verbeeldde Christus als Goede Herder. Het beeld werd niet geplaatst in de directe nabijheid van de Sint-Laurentiuskerk, maar op een eigen terrein verderop in de Dorpsstraat, waarvan de grond beschikbaar was door mej. Akkermans. Zij onthulde het beeld op zondag 7 december 1927, waarna het door de pastoor werd ingewijd.

## Beschrijving
Het bronzen beeld toont een staande Christus, gekleed in een lang gewaad. Hij draagt op zijn schouders een lam, dat hij met beide handen vasthoudt. Op zijn borst is het Heilig Hart zichtbaar, bekroond door een kruis en omwonden door een doornenkroon.
Op de sokkel van muschelkalk staat bovenaan een inscriptie

LUCAS 15: 4-6 / IK BEN DE GOEDE HERDER / JOAN 10: 1-10

Op een bronzen plaquette tegen de plint staat

AAN PASTOOR G.A. DAMEN O.CIST.
VAN ZIJN PAROCHIANEN
1902 OUD-GASTEL 1927

Het beeld wordt aan drie zijden wordt omgeven door bakstenen muren, van geel en rode waalsteen, met siermetselwerk verwant aan de stijl van de Amsterdamse School. Aan straatkant was oorspronkelijk een smeedijzeren hekwerk geplaatst.

## Rijksmonument
Het circa 7 meter hoge beeldhouwwerk werd in 2002 als rijksmonument ingeschreven in het monumentenregister, vanwege de "cultuurhistorische waarde als bijzondere uitdrukking van de ontwikkeling van de rooms-katholieke kerk in het tweede kwart van de twintigste eeuw voor wat betreft bestemming en verschijningsvorm. Het heeft daarnaast bijzondere waarde vanwege de betekenis voor de parochiële ontwikkelingen in Oud-Gastel als jubileumgeschenk voor pastoor G.A. Damen o.cist. Het heeft kunsthistorische waarde vanwege het belang voor de geschiedenis van de beeldhouwkunst. Het object is daarnaast van belang als voorbeeld van het oeuvre van C.A. Smout. Het object is verder van belang vanwege de bijzondere detaillering. Het object heeft ensemblewaarden wegens de situering, een karakteristiek onderdeel vormende van de historische bebouwing in de Dorpsstraat te Oud-Gastel en vanwege de beeldbepalende ligging binnen een eigen terrein dat terugwijkt in de straat. Daarnaast is het monument van belang vanwege de opmerkelijke situering op geruime afstand van de parochiekerk. Het object is van belang wegens de gaafheid en de kunsthistorische zeldzaamheid van de verschijningsvorm."